# Cichlasoma
Cichlasoma är ett släkte av fiskar. Cichlasoma ingår i familjen Cichlidae.

## Dottertaxa tillCichlasoma, i alfabetisk ordning[1]
- Cichlasoma aguadae
- Cichlasoma alborum
- Cichlasoma amarum
- Cichlasoma amazonarum
- Cichlasoma araguaiense
- Cichlasoma atromaculatum
- Cichlasoma beani
- Cichlasoma bimaculatum
- Cichlasoma bocourti
- Cichlasoma boliviense
- Cichlasoma cienagae
- Cichlasoma conchitae
- Cichlasoma dimerus
- Cichlasoma ericymba
- Cichlasoma festae
- Cichlasoma geddesi
- Cichlasoma gephyrum
- Cichlasoma grammodes
- Cichlasoma istlanum
- Cichlasoma mayorum
- Cichlasoma microlepis
- Cichlasoma orientale
- Cichlasoma orinocense
- Cichlasoma ornatum
- Cichlasoma paranaense
- Cichlasoma pearsei
- Cichlasoma portalegrense
- Cichlasoma pusillum
- Cichlasoma salvini
- Cichlasoma sanctifranciscense
- Cichlasoma stenozonum
- Cichlasoma taenia
- Cichlasoma trimaculatum
- Cichlasoma troschelii
- Cichlasoma tuyrense
- Cichlasoma ufermanni
- Cichlasoma urophthalmum
- Cichlasoma zebra